# Гольцовка (Заволжский район)
Гольцовка — деревня в Заволжском районе Ивановской области России. Входит в состав Волжского поселения. Ранее входила в состав Гольцовского сельского поселения и являлась его административным центром.
Изначально известно как село Нагорное. В крепостное время селом Нагорное владела помещица Варвара Ивановна Протасова, усадьба которой сохраняется в селе и в настоящее время.
В деревне имеется фельдшерско-акушерский пункт, начальная школа-детский сад, дом культуры и библиотека. Работает 2 магазина. 